# Odontosyllis polyodonta
Odontosyllis polyodonta is een borstelworm uit de familie Syllidae. Het lichaam van de worm bestaat uit een kop, een cilindrisch, gesegmenteerd lichaam en een staartstukje. De kop bestaat uit een prostomium (gedeelte voor de mondopening) en een peristomium (gedeelte rond de mond) en draagt gepaarde aanhangsels (palpen, antennen en cirri).
Odontosyllis polyodonta werd in 1887 voor het eerst wetenschappelijk beschreven door Saint Joseph.